# Verkommen
Verkommen (Arbeitstitel Zu den Höhen der Menschheit) ist ein deutscher Stummfilm von Arthur Günsburg aus dem Jahr 1920. Der Film ist die erste Filmproduktion, die in den damals neu errichteten Filmateliers in Berlin-Johannisthal realisiert wurde. Die Dreharbeiten begannen am 19. Mai 1920. In der Hauptrolle spielte die Österreicherin Maria Zelenka, an ihrer Seite traten Henri Peters-Arnolds und Lo Bergner auf.
Da die Filmzensur nach dem neuen Lichtspielgesetz am 9. Oktober 1920 erfolgte, kann von einer Uraufführung noch im letzten Quartal 1920 ausgegangen werden.